# 平成30年台風第7号
平成30年台風第7号（へいせい30ねんたいふうだい7ごう、アジア名：プラピルーン/Prapiroon、命名:タイ、意味:雨の神、フィリピン名：フロリタ/Florita）は、2018年6月29日に発生した台風。

## 概要

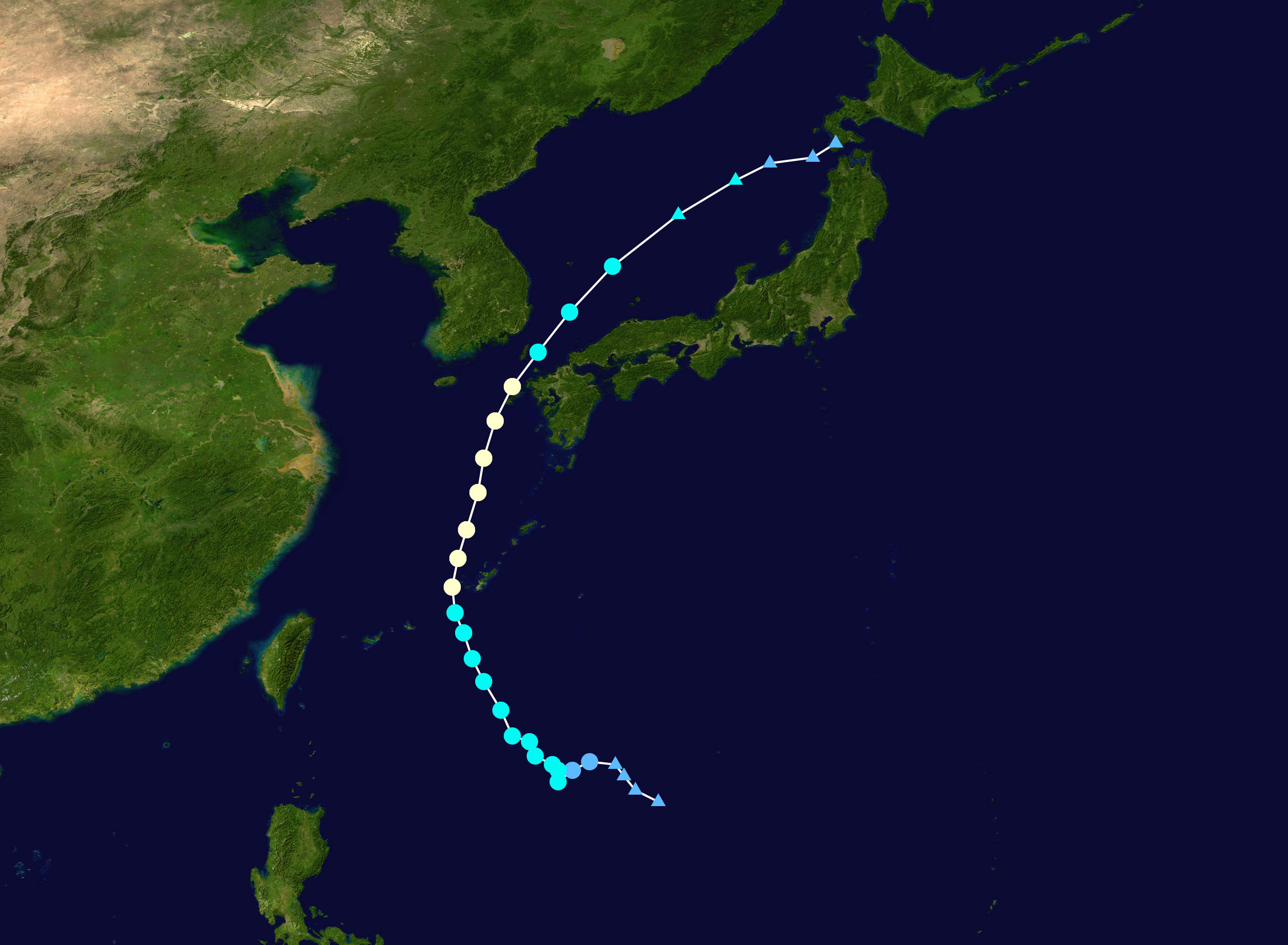
進路図

6月27日頃にフィリピンの東の海上で形成した低圧部が、28日9時に熱帯低気圧に発達。合同台風警報センター（JTWC）は28日17時30分（協定世界時28日8時30分）に熱帯低気圧形成警報（TCFA）を発し、28日21時（協定世界時28日12時）に熱帯低気圧番号09Wを付番した。29日6時（フィリピン標準時29日5時）にフィリピン大気地球物理天文局（PAGASA）はフィリピン名フロリタ（Florita）と命名した。29日9時に日本の南の北緯20度0分、東経130度10分で台風となり、アジア名プラピルーン（Prapiroon）と命名された。
台風は当初の予報よりもゆっくりとした速度で進み、2日には久米島付近を通過。その後東シナ海を北上しながら九州北部に接近し、対馬海峡を通過した後、4日9時に日本海の北緯40度、東経134度で温帯低気圧に変わった。
沖縄県では南城市で最大瞬間風速43.7m/sを観測し、粟国で7月の観測史上1位の最大風速25.5m/sを観測した。
この台風では九州東部・四国では大雨になった。台風の通過に伴い日本列島を覆っていた太平洋高気圧が後退し、北海道付近に停滞していた梅雨前線が南下したことや、台風から変わった温帯低気圧や後続の8号から梅雨前線に湿った空気が大量に供給されたことなどにより、台風が通過した後も西日本の広い範囲で記録的な大雨となった。この大雨は死者200人を超える大災害となり、7月9日に気象庁が平成30年7月豪雨と命名した。

## 進路・状態の経過
- 6月29日9時 - 日本の南で台風に発達。
- 7月1日15時 - 暴風域を伴うようになる。
- 7月2日
  - 3時頃 - 久米島付近を通過。
  - 9時 - 「強い」勢力に発達。
- 7月3日
  - 12時頃 - 五島列島付近を通過。
  - 18時頃 - 対馬付近を通過。
- 7月4日15時 - 日本海で温帯低気圧に変わる。

## 被害・影響
- 沖縄県内では台風の強風により5人が重軽傷を負った[7]。
- 福岡県で強風にあおられた女性が畑から2メートル下に転落した。その後女性は搬送先の病院で死亡している[8]。
- 7月3日に長崎県五島列島付近を通過した台風7号の影響で、その3日前に長崎と天草地方の潜伏キリシタン関連遺産として世界遺産に登録されたばかりの五島市（久賀島）の旧五輪教会堂と佐世保市（黒島）の黒島天主堂（いずれも重要文化財）のステンドグラスなどが割れる被害が確認された[9]。

この台風の後にもたらされた平成30年7月豪雨による被害は含まれていない。